# Antonio Fusco (scrittore)
Antonio Fusco (Napoli, 20 luglio 1964) è uno scrittore italiano.

## Biografia
Nato a Napoli nel 1964, vive a Pistoia dove è funzionario della Polizia di Stato.
Laureato in Giurisprudenza e Scienze delle pubbliche amministrazioni, si occupa dal 2000 di casi di polizia giudiziaria in Toscana ed è criminologo forense.
Ha esordito nella narrativa nel 2014 con il romanzo noir Ogni giorno ha il suo male introducendo il personaggio del commissario Tommaso Casabona protagonista al 2020 di sei indagini.
Con La pietà dell'acqua ha vinto nel 2016 la quinta edizione del Premio Mariano Romiti.

## Opere principali

### Serie del commissario Tommaso Casabona
- 2014 - Ogni giorno ha il suo male, Firenze-Milano, Giunti, ISBN 978-88-09-79194-7.
- 2015 - La pietà dell'acqua, Firenze-Milano, Giunti, ISBN 978-88-09-80830-0.
- 2016 - Il metodo della fenice, Firenze-Milano, Giunti, ISBN 978-88-09-81082-2.
- 2017 - Le vite parallele, Firenze-Milano, Giunti, ISBN 978-88-09-85051-4.
- 2019 - Alla fine del viaggio, Firenze-Milano, Giunti, ISBN 978-88-09-85050-7.
- 2020 - La stagione del fango, Firenze-Milano, Giunti, ISBN 978-88-09-89591-1.

### L'ispettore Massimo Valeri
- 2021 - Quando volevamo fermare il mondo, Giunti, ISBN 978-88-09-90194-0
- 2022 - Io sono l'indiano, Milano, Nero Rizzoli, ISBN 978-88-17-16249-4.
- 2024 - La scomparsa di Elisa Ohlsen, Milano, Rizzoli

### Raccolte
- Le indagini del commissario Casabona, Milano, Giunti, 2017 ISBN 978-88-09-85668-4. (Comprende i primi tre romanzi dell'autore)